# Johann Wenzel, hrabia Wratislaw
Johann Wenzel, hrabia Wratislaw (ur. 25 stycznia 1669 w Pradze, zm. 21 grudnia 1712 w Wiedniu) – czeski arystokrata i austriacki dyplomata.
W latach 1701–1703 i 1703-1704 był posłem dworu wiedeńskiego w Londynie. Cesarz Józef I Habsburg uczynił go w 1705 kanclerzem Czech. W 1701 doprowadził do sojuszu angielsko-austriackiego.
1 września 1717 zawarł ugodę w Altranstädt ze szwedzkim królem Karolem XII.
Zmarł w 1712 z powodu chorób związanych z otyłością.